# Thomas Hanbury

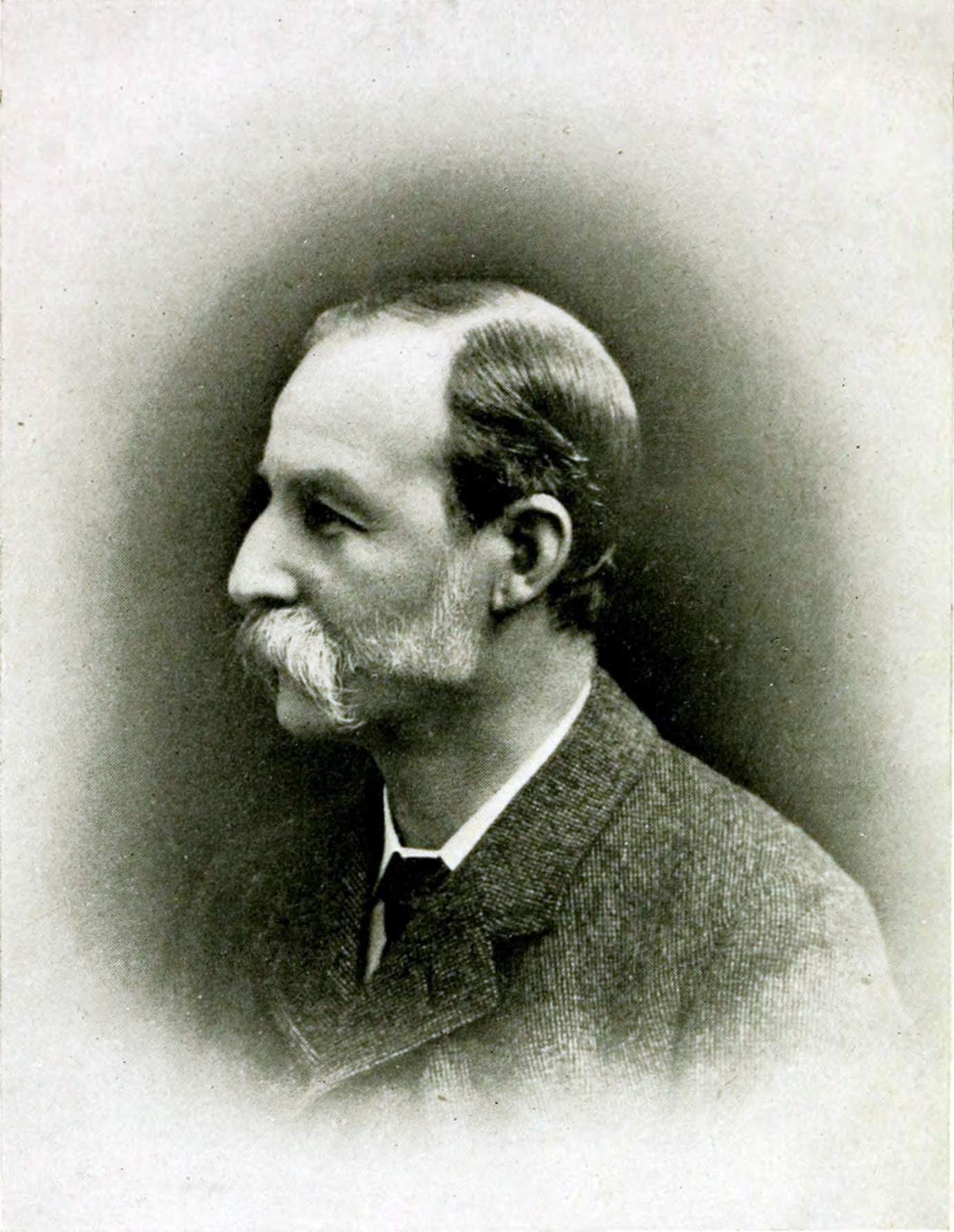
Thomas Hanbury

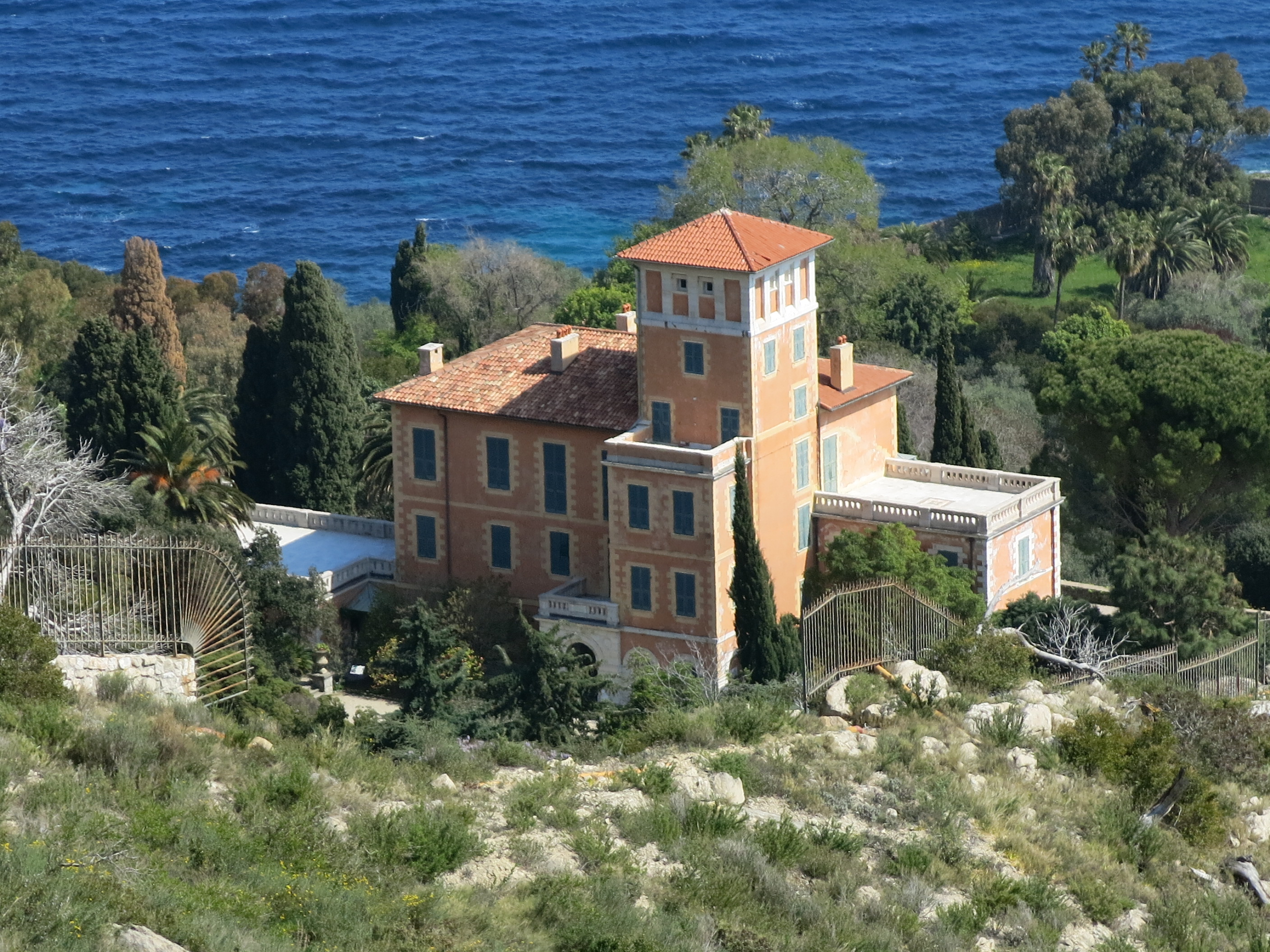
Der Palazzo Orengo

Thomas Hanbury (* 21. Juni 1832 in Clapham bei London; † 9. März 1907 in Mortola Inferiore bei Ventimiglia) war ein britischer Kaufmann, der vor allem durch seinen botanischen Garten Giardini Botanici Hanbury bei Ventimiglia bekannt wurde. Er wirkte auch als Bildungspolitiker, wofür er zum Sir geadelt wurde.

## Leben und Wirken
Hanbury war der dritte Sohn der insgesamt sieben Kinder von Daniel Bell Hanbury (1794–1882) und Rachel Christy. Der britische Botaniker und Pharmakologe Daniel Hanbury (1825–1875) war einer seiner Brüder. Mit neun besuchte er eine Schule in Croydon. Anschließend setzte er seine Schulausbildung in Epping fort, wo die meisten Jungen aus Familien der Society of Friends entstammten. Nach dem Abschluss der Schule erhielt Hanbury eine Zeitlang Unterricht durch einen Privatlehrer. Mit 17 Jahren begann er eine Ausbildung bei einer Teehandelsfirma in der Londoner Mincing Lane.
Mit 21 Jahren begann Hanbury gemeinsam mit seinem Cousin Thomas Christy für die Firma Hanbury & Company in Shanghai tätig zu werden. Fast 20 Jahre, von 1853 bis 1872, war er, mit Ausnahme zweier Aufenthalte in Europa 1858 bis 1859 und 1866 bis 1868, als Kaufmann in Shanghai tätig. Er arbeitete für den Stadtrat und setzte sich trotz der durch den Taiping-Aufstand bedingten schwierigen Verhältnisse für die Interessen der einheimischen Kaufleute ein.
Während seines Aufenthaltes im März 1867 im französischen Menton machte Hanbury einen Ausflug zum kurz hinter der italienischen Grenze gelegenen Kap La Mortola, bei dem er den aus dem 11. Jahrhundert stammenden, verfallenen Palazzo Orengo entdeckte. Beeindruckt von der landschaftlichen Lage erwarb er im Mai 1867 den Palast sowie etwas angrenzenden Grund und Boden. Der Ort sollte sein Ruhesitz werden, um den herum er mit Unterstützung seines Bruders Daniel einen botanischen Garten anlegen wollte. Im März 1868 heiratete er Katherine Aldham Pease, die älteste Tochter von Thomas Pease aus Westbury-on-Trym bei Bristol, mit der er drei Kinder, Danny, Cecil und Horace, hatte. Nach der Rückkehr aus China verbrachte das Paar die Wintermonate im Palazzo Orengo und die Sommermonate in England, den Seealpen oder in der Schweiz.
Am 5. Dezember 1878 wurde er in die Linnean Society of London aufgenommen. 1889 zählte Gustav Cronemeyer in seinem Katalog des Botanischen Gartens Hanbury etwa 3600 verschiedene Arten auf.
Da das Bildungswesen in seiner neuen Wahlheimat Ligurien ziemlich rückständig war, ließ Hanbury 1880 eine gemeinsame Schule für die Jungen und Mädchen der Dörfer La Mortola, Ciotti und Grimaldi erbauen. 1892 folgte eine weitere Schule für die Kinder aus dem Latte-Tal. In Genua richtete er das spätere Botanische Institut an der Universität Genua ein. Für die vergessene und verfallene Bibliothek von Angelico Aprosio (1607–1681) ließ Hanbury 1897 ein neues Bibliotheksgebäude errichten, die heutige Biblioteca Civica Aprosiana. Er gründete ebenfalls das Musee de Prehistoire Regionale von Menton.
Nach dem Tod von George Fergusson Wilson erwarb Hanbury 1903 dessen Oakwood Experimental Garden sowie die angrenzende Glebe Farm in Wisley. Das Gelände, der heutige Royal Horticultural Society Garden, Wisley, übergab er in die Treuhandschaft der Royal Horticultural Society. Die Herbar- und Büchersammlung seines Bruders Daniel stiftete er der Royal Pharmaceutical Society of Great Britain.

## Ehrungen
Hanbury war Komtur des Ritterordens der hl. Mauritius und Lazarus und 1888 des Ordens der Krone von Italien. 1901 wurde er als Knight Commander des Royal Victorian Order zum Ritter geschlagen und durfte den Titel Sir tragen.
Joseph Dalton Hooker widmete ihm 1893 den 119. Band des Botanical Magazine. Mehrere Pflanzenarten wurden nach Thomas Hanbury benannt, darunter die heute als Synonyme geführten Aloe-Arten Aloe hanburiana Naudin (1875) und Aloe hanburyi Borzí (1903).
In Shanghai war die Hanbury Road (Kungping Road) nach Hanbury benannt. In den 1880er Jahren hatte Hanbury die private Eurasia School in Shanghai finanziert. Man benannte sie in den 1920er Jahren in „Hanbury Schools for Boys and Girls“ um. Der Campus der „Thomas Hanbury School for Girls“ existiert heute noch und ist der Standort der „Shanghai Shixi High School“.